# Hartree
Hartree désigne à la fois une unité et une constante fondamentale, nommées d'après le physicien Douglas Hartree.
Le hartree, de symbole Ha, est l'unité d'énergie du système d'unités atomiques. 
L'énergie de Hartree est la valeur absolue de l'énergie potentielle électrique de l'atome d'hydrogène au repos. C'est une constante fondamentale, notée {\displaystyle E_{h}}. La valeur de la constante fondamentale est, par définition, la valeur de conversion de l'unité hartree dans le SI, :
{\displaystyle E_{h}={\frac {e^{2}}{4\pi \epsilon _{0}a_{0}}}=1\,\mathrm {Ha} =4{,}359\,744\,34(19)\times 10^{-18}\ \mathrm {J} =27{,}211\,384\,5(23)\ \mathrm {eV} }.
où {\displaystyle a_{0}={\frac {4\pi \varepsilon _{0}\hbar ^{2}}{m_{e}e^{2}}}} est le rayon de Bohr.
C'est également presque le double (avec une petite différence due au fait que la masse du proton est considérée comme infinie par rapport à celle de l'électron) de la valeur absolue de l'énergie de liaison (ou énergie d'ionisation) de l'électron de cet atome dans le même état. 
{\displaystyle E_{h}=m_{\mathrm {e} }\left({\frac {e^{2}}{4\pi \varepsilon _{0}\hbar }}\right)^{2}={\frac {\hbar ^{2}}{m_{e}a_{0}^{2}}}=2R_{\infty }hc=m_{e}c^{2}\alpha ^{2}} .
- {\displaystyle \varepsilon _{0}} : permittivité diélectrique du vide
- {\displaystyle e} : charge élémentaire
- {\displaystyle \hbar } : constante de Planck réduite
- {\displaystyle h} : constante de Planck
- {\displaystyle m_{\mathrm {e} }} :masse au repos de l'électron
- {\displaystyle a_{0}} : rayon de Bohr
- {\displaystyle c} : vitesse de la lumière dans le vide
- {\displaystyle \alpha } : constante de structure fine
- {\displaystyle R_{\infty }} : constante de Rydberg